# Parkeringsautomat

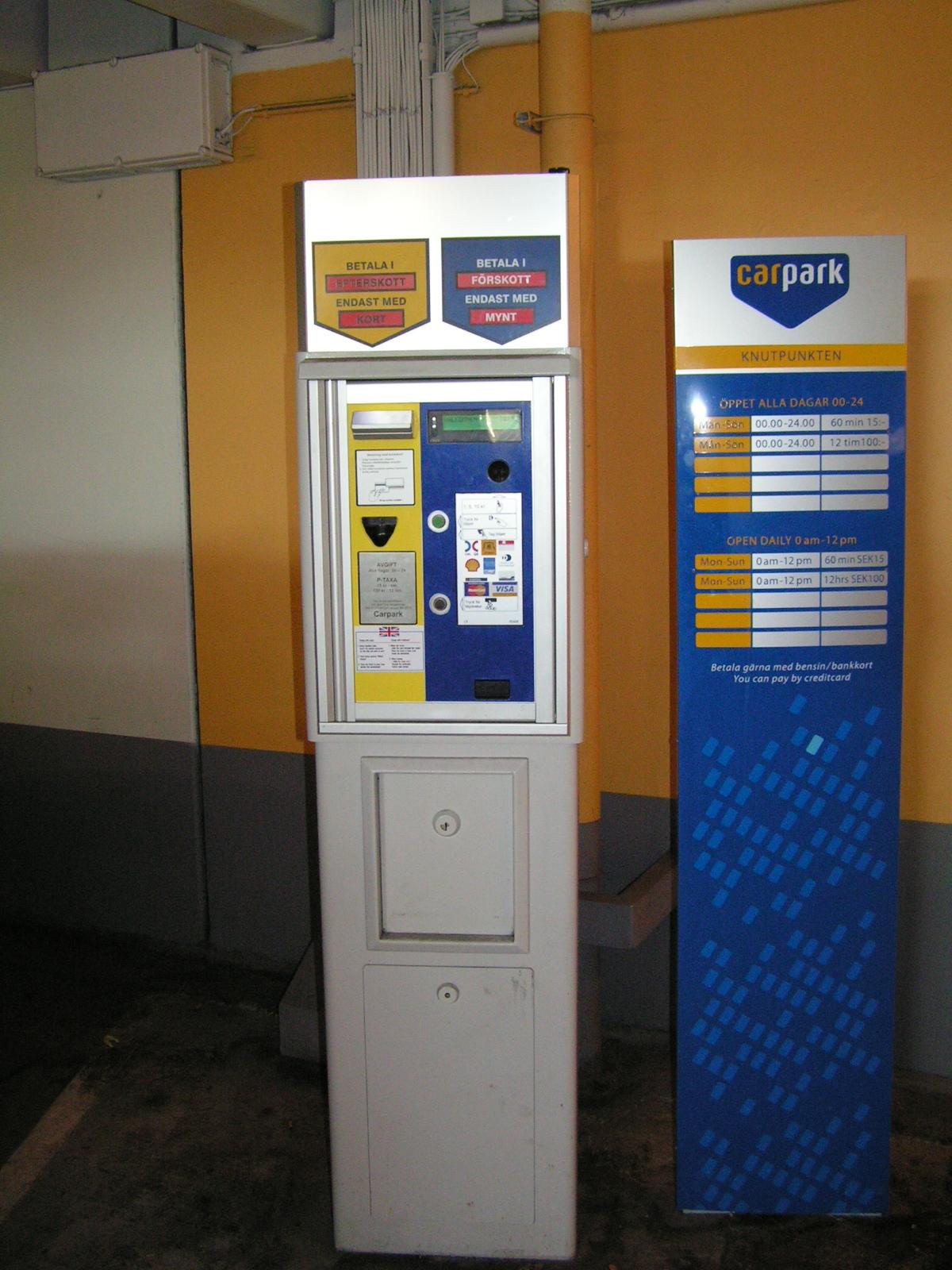
En parkeringsautomat för mynt och betalkort.

Parkeringsautomat eller parkeringsmätare är en automat som tar emot parkeringsavgift och visar betald parkeringstid eller ger en parkeringsbiljett som ska sättas på insidan av fordonets vindruta så att klockstämpeln på biljetten är läsbar utifrån. Parkeringsautomater finns både på offentliga och privatägda parkeringsplatser, och används ofta som inkomstkälla åt ägarna. Den som inte betalar, överskrider betald parkeringstid eller bryter mot en annan parkeringsbestämmelse får en parkeringsanmärkning eller kontrollavgift om det blir upptäckt.
I moderna biljettautomater kan betalning ske med mynt, betalkort och sms, men det är även vanligt med p-automater där endast myntbetalning accepteras, särskilt gällande p-automater utan biljett.
Kundparkeringar i anslutning till varuhus och andra butiker, särskilt utanför städernas centrum, saknar ofta parkeringsautomater och brukar istället erbjuda avgiftsfri men tidsbegränsad parkering. Ibland krävs biljett eller P-skiva för eventuell kontroll.

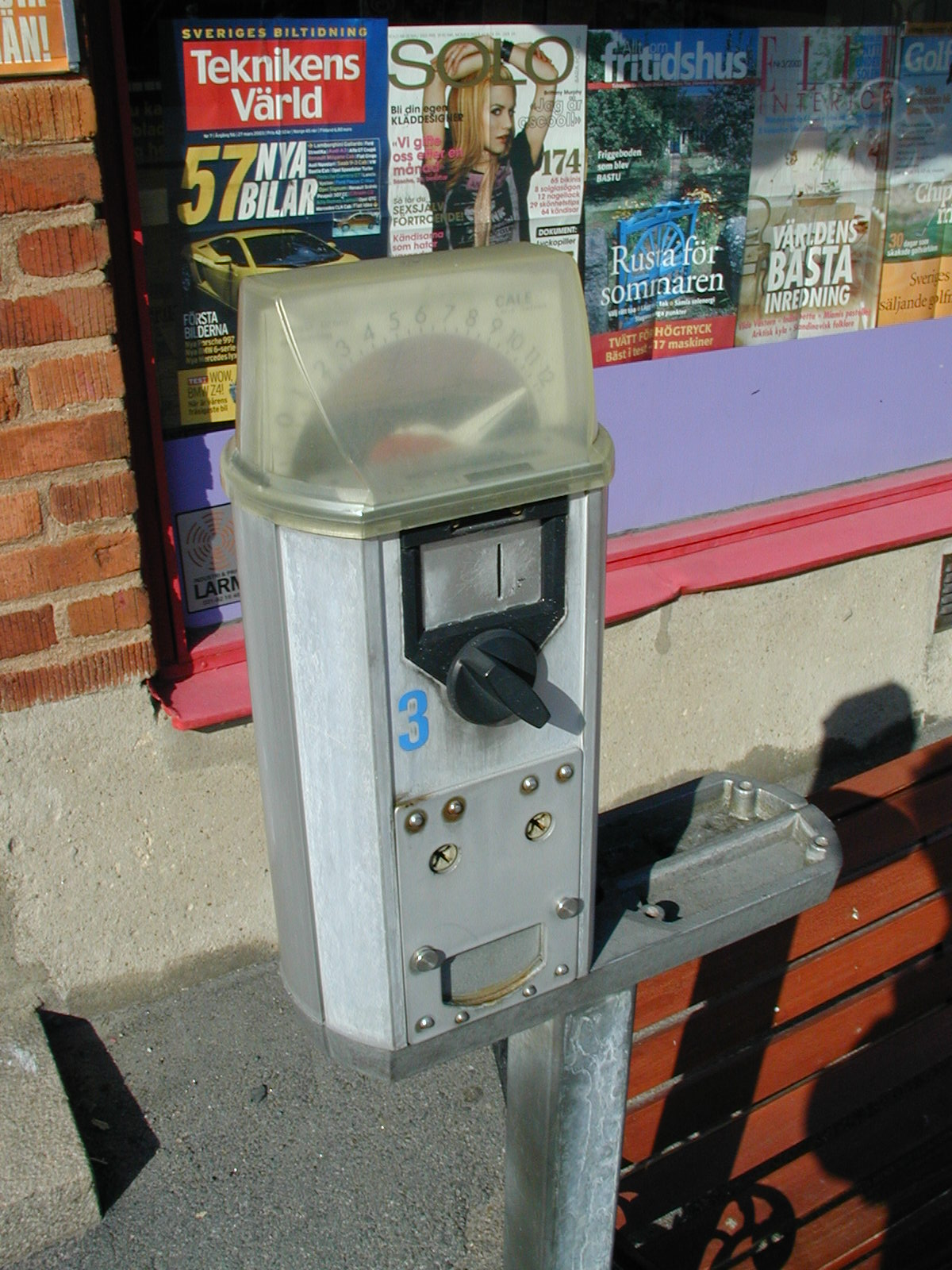
Gammal parkeringsautomat för enskild parkeringsplats i Göteborg
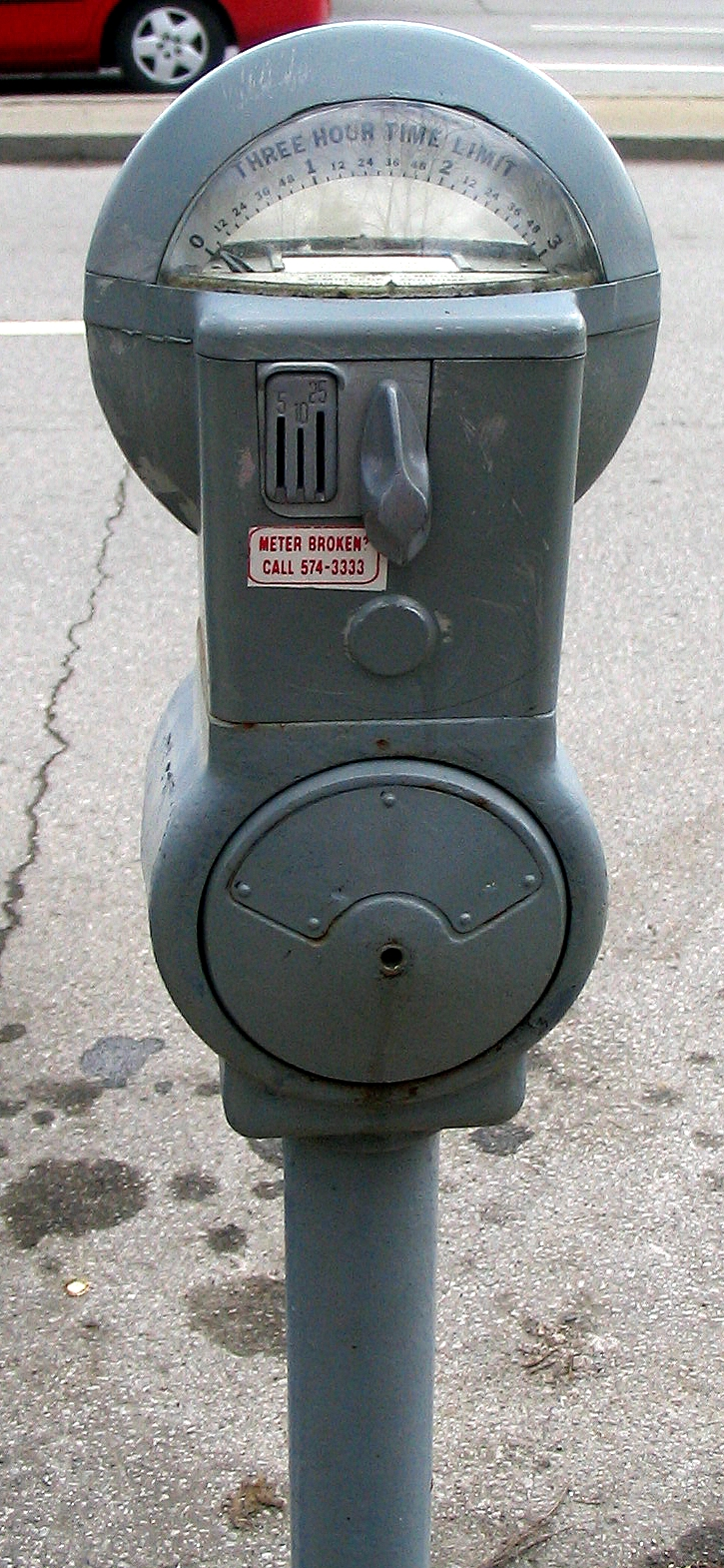
En parkeringsmätare av äldre modell
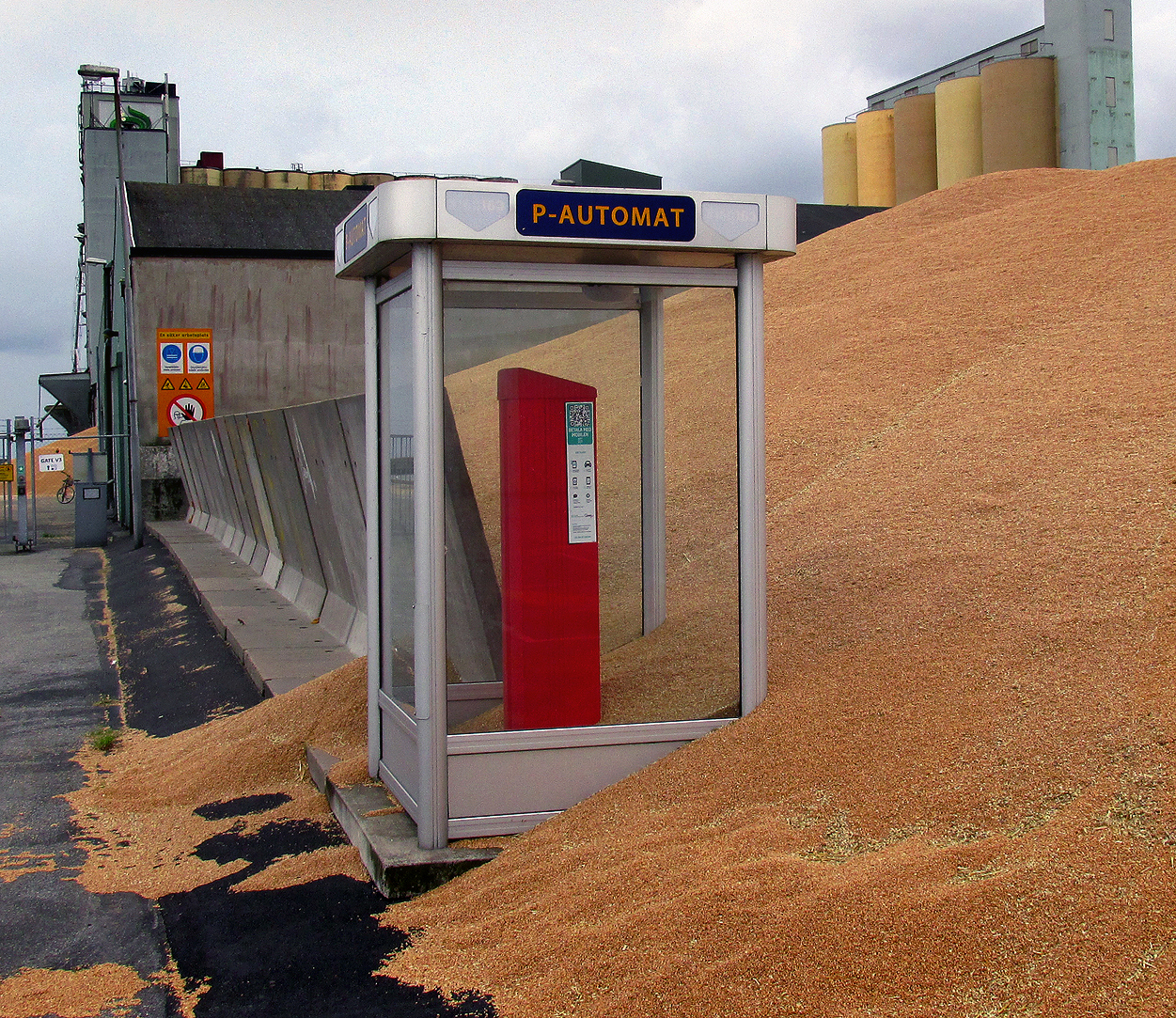
Parkeringsautomat vid Lantmännens i Ystad 2015.